# Matja von Niessen-Stone
Matja von Niessen connue comme Matja Niessen-Stone, née le 28 décembre 1845 à Moscou et morte le 8 juin 1948 à New York, est une artiste lyrique américaine d'origine allemande, née en Russie. Elle a chanté avec le Metropolitan Opera de 1908 à 1910.

## Jeunesse
Matja von Niessen est née à Moscou. Elle est la fille de Hermann von Niessen, un architecte, et de Mathilde Bergmann von Niessen. Elle grandit en Allemagne auprès de sa mère après 1876, où elle reçoit son éducation. Elle étudie la musique avec Adelina Paschalis-Souvestre, Etelka Gerster, et George Fergusson

## Carrière
Matja von Niessen est classée comme mezzo-soprano, contralto, et la mezzo-contralto au cours de sa carrière. Elle étudie au conservatoire de Dresde et fait ses débuts en concert à Dresde, en 1890, en présence du roi Albert de Saxe. Elle fait de nombreuses tournées en Europe par la suite. Elle chante à la Monnaie et au Crystal Palace. Elle est nommée professeure à l'École Impériale de Musique d'Odessa en 1896, et, en 1901, à l'école de musique de Riga.
Elle déménage aux États-unis en 1906. « Matja von Niessen-Stone maîtrise une méthode vocale sans défaut et des interprétations qui sont des cadeaux inhabituels », indique une publication américaine en 1907, « un pur régal pour les amateurs de musique exigeants » Matja von Niessen-Pierre fait ses débuts au Metropolitan Opera en 1908, dans la Walkyrie; elle apparaît dans des mises en scène de La traviata, Carmen, Faust, Rigoletto, et Cavalleria Rusticana,. Elle remplace à la dernière minute Louise Homer en 1910, trop malade pour jouer dans Tristan und Isolde à Boston. En 1910, elle chante lors d'une réunion pour le droit de vote des femmes à New York. Elle est connue pour ses impressionnantes compétences linguistiques, elle parle couramment 5 langues et pour l'interprétation de nouvelles œuvres des compositrices américaines telles que Carrie Jacobs-Bond, Rhea Silberta (en), Emilie Frances Bauer (en), et Fay Foster (en),.
Elle enseigne également au New York Institute of Musical Art de Frank Damrosch , précurseur de la Juilliard School, où elle est la chef du département d'art vocal,. Plus tard, elle enseigne à la Delaware School of Music, et à la Zeckwer-Hahn Philadelphia Musical Academy.

## Vie privée
Matja von Niessen se marie avec W. E. Stone, en 1897, à Berlin. Ils ont eu un fils, Patrick William Stone. Matja von Niessen-Pierre est morte en 1948, âgé de 77 ans, dans la Ville de New York.